# Scardinius erythrophthalmus
La scardola europea (Scardinius erythrophthalmus Linnaeus, 1758) è un pesce osseo d'acqua dolce appartenente alla famiglia Cyprinidae.

## Distribuzione e habitat
È diffusa su un vastissimo areale che copre tutta l'Europa eccetto gran parte della Scandinavia e della Finlandia, la Penisola iberica, l'Italia, la costa adriatica orientale, la Scozia e la Grecia. Ad est il suo areale giunge fino al Caucaso, al bacino del lago d'Aral e al fiume Ural.
È stata introdotta in numerose aree nel quale non è autoctona come il Canada, l'Irlanda, l'Italia, gli Stati Uniti, il Marocco, la Tunisia, la Nuova Zelanda e la Spagna. 
La sua distribuzione e la stessa reale esistenza in Italia sono dubbie a causa della forte somiglianza con le specie autoctone che sono state riabilitate solo nel 2014.
Il suo habitat è nelle acque calme di laghi, stagni e canali con generosa presenza di piante acquatiche. Si trova anche nel tratto finale dei fiumi nella zona dei ciprinidi fitofili. È in grado di tollerare acque debolmente salmastre, a ridotta concentrazione di ossigeno disciolto e con un tasso di inquinamento organico piuttosto alto.

## Descrizione

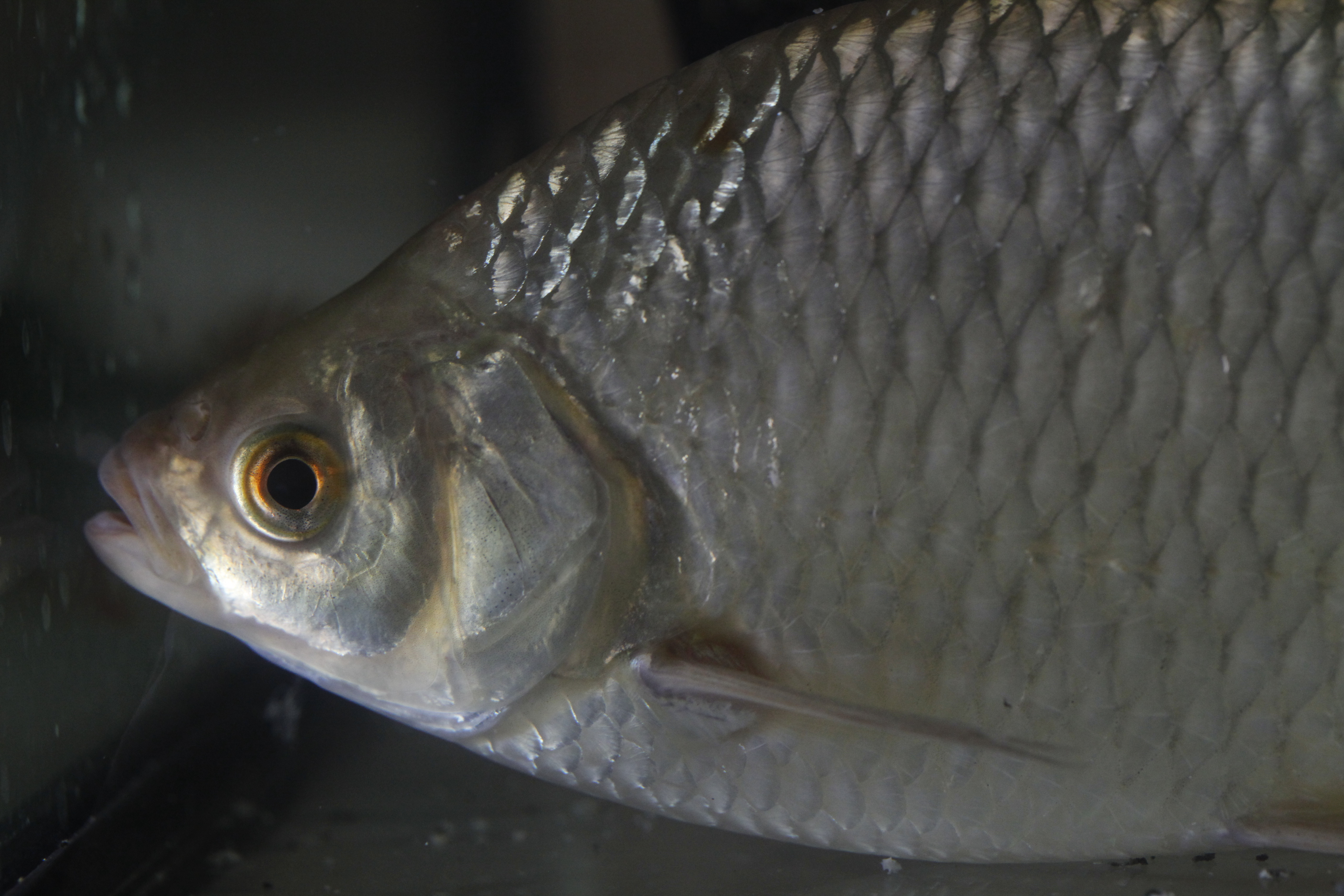
Particolare della testa

Il corpo ha sagoma abbastanza tozza ed è compresso lateralmente, con dorso alto e ventre arrotondato, soprattutto nell'adulto. La bocca è nettamente rivolta verso l'alto ma posta all'apice del muso, in posizione terminale. Le scaglie sono grandi e vengono perse facilmente con la manipolazione. Nell'area tra le pinne ventrali e la pinna anale le scaglie ventrali sono carenate. La pinna dorsale ha margine leggermente concavo ed è impiantata evidentemente dietro l'origine delle pinne ventrali, carattere questo che distingue agevolmente il genere Scardinius da quasi tutti gli altri ciprinidi europei (tranne alcuni come, ad esempio, l'alborella). La pinna caudale è biloba, poco profondamente forcuta. L'unico carattere esteriore che consente il riconoscimento di questa specie dalle specie autoctone italiane del genere (Scardinius hesperidicus e Scardinius scardafa) è il numero di raggi ramificati nella pinna anale che sono 12-14 in S. erythrophthalmus, 10-11 in S. hesperidicus e 9 in S. scardafa.
La colorazione è fondamentalmente argentea con riflessi dorati più o meno evidenti sui fianchi e con toni bruni o verdastri sul dorso; il ventre è biancastro. Sul peduncolo caudale dei giovanili può essere presente una macchia scura che scompare con l'accrescimento. L'iride è rossa con tonalità che vanno dal rosso pallido a una colorazione intensa; nelle due specie di scardola autoctone dell'Italia l'iride non ha mai tonalità rosse ma è bianco argentea. Le pinne pettorali, ventrali, anale e caudale hanno colore rosso più o meno intenso ma spesso molto acceso e talvolta limitato all'estremità della pinna; in alcuni individui anche la pinna dorsale ha questa colorazione mentre in altri è grigia.
La taglia massima nota è di 61,7 cm, la taglia media è sui 20 cm. Il record di peso va ad un individuo catturato nel fiume Danubio nel 1989 che pesava 3,010 kg.

## Biologia
La longevità massima nota è di 19 anni.

### Comportamento
Si tratta di una specie fortemente gregaria che forma banchi che stazionano in acque profonde in inverno e nei pressi della superficie nella stagione calda.

### Riproduzione
Avviene tra aprile e luglio quando la temperatura raggiunge i 15°C. I maschi formano aggregazioni e spingono le femmine nelle aree di riproduzione che sono caratterizzate da fitta vegetazione e acqua bassa. Le uova, sono riunite in cordoni adesivi che si attaccano alle piante. Ogni femmina depone fino a 100.000 uova, eccezionalmente fino a 200.000. La maturità sessuale è raggiunta a due-tre anni di età.

### Alimentazione
La scardola ha dieta onnivora, si ciba di insetti, crostacei, zooplancton, piccoli pesci, detriti e materiali vegetali sia alghe che piante terrestri Food items reported for Scardinius erythrophthalmus, su fishbase.us. URL consultato il 16 maggio 2024..

### Predatori
È segnalata la predazione da parte di:lucci, lucioperca, siluri e Channa argus.

## Tassonomia
Le scardole autoctone dell'Italia sono state considerate storicamente come appartenenti a questa specie ma nel 2014 sono state riabilitate le specie S. hesperidicus, endemica della pianura Padana e S. scardafa, endemica del versante tirrenico dell'Italia centrale. Queste due specie sono state estesamente transfaunate sul territorio italiano e la loro attuale distribuzione è oggetto di dibattito anche a causa della difficoltà di riconoscimento delle specie del genere. La reale presenza di S. erythrophthalmus in Italia è dubbia.

## Pesca
L'importanza per la pesca commerciale è buona nell'Europa orientale dove viene ampiamente consumata mentre è nulla altrove. Le carni sono insipide e ricchissime di lische. Viene apprezzata dai pescatori sportivi soprattutto durante le competizioni dove risulta una delle specie più catturate. Si cattura con la tecnica della passata con esche varie come larve, vermi, mais o impasti.

## Conservazione
Si tratta di una specie molto abbondante su un vasto areale per la quale non sono note minacce. La Lista rossa IUCN la classifica come "a rischio minimo".